# Michiyo Fujimaru
Michiyo Fujimaru (jap. 藤丸 真世 Fujimaru Michiyo; ur. 6 kwietnia 1979 w Tokio) – japońska pływaczka synchroniczna.
W swej karierze dwa razy startowała na mistrozstwach świata. W 2001 została srebrną medalistką w konkurencji drużyn, w 2003 roku zaś wywalczyła w konkurencjach drużynowych złoty i srebrny medal. Uczestniczyła w igrzyskach olimpijskich w Atenach, gdzie była członkinią japońskiej grupy zawodniczek, która w finale uzyskała rezultat 98,5010 pkt i zdobyła srebrny medal.